# Passage Basfroi
Le passage Basfroi est une voie du 11e arrondissement de Paris, en France.

## Situation et accès
Le passage Basfroi est situé dans le 11e arrondissement de Paris. Il débute au 22, passage Charles-Dallery et se termine au 159, avenue Ledru-Rollin.

## Origine du nom
Le passage porte le nom d'un ancien lieu-dit, Basfer, Baffer, et Chantier du Grand Baffroi. On pense que l'origine du mot « basfroi », peut venir de beffredus ou balfredus qui, en basse latinité, signifiait une tour, un clocher, un beffroi, dont par altération on aurait fait « Basfroi ».

## Historique
Ce passage antérieurement appelé « passage Levert », du nom d'un propriétaire, reçut par un arrêté du 1er février 1877 son nom actuel, en raison du voisinage de la rue Basfroi.

## Bâtiments remarquables et lieux de mémoire
- Quand le futur homme politique Pierre Lambert naît, en 1920, « ses parents habitent passage Basfroi, dans un triste logement »[1].